# 猎豹安全浏览器
猎豹安全浏览器是金山网络基于Chromium浏览器源码开发的一款双核浏览器，具有Webkit/Trident切换、收藏云同步、继承自金山毒霸的网络保护体系、广告屏蔽、4x3快速拨号、标签页预览缩略图、日历式历史浏览和与Chromium与别不同的皮肤架构。金山网络宣称猎豹安全浏览器是首款安全双核浏览器，拥有全球首创的BIPS（Browser Intrusion Prevention System）技术并“比Chrome快30%”。
- 2013年1月16日，3.0正式版发布，猎豹浏览器更名为猎豹安全浏览器[4]。

- 2013年6月3日，同时发布Android以及iOS上的猎豹浏览器内测版[5]。

## 历史版本
| 时间           | 版本信息                | 功能变更 |
| -------------- | ----------------------- | --- |
| 2012年5月2日   | 内测版1.0（build 2096） | chromium17 - 采用邀请码机制 |
| 2012年5月31日  | 公测版1.0（build 2193） | chromium17 - 取消邀请码机制 |
| 2012年6月19日  | 正式版1.0（build 2292） | chromium17 - 开始推出网络收藏夹云同步（iSync云同步）功能； - 新增了魔方标签、历史日历； - 新增官方皮肤“粉嫩物语”                                                                                              |
| 2012年8月7日   | 开发版1.2（build2561）  | chromium17 - 增加了“检查更新”功能 - 新增官方皮肤“轻简生活”； - 【收藏夹】可以多列展现； - 【自动填表】双核支持，增强识别率； - 兼容核开始支持元素过滤                                                         |
| 2012年8月24日  | 开发版1.3（build2659）  | chromium17 - 【魔方标签】多页模式、HTML5翻页特效； - 新增官方皮肤“蓝色悦动”； - 新增【上次未关闭页面】； - 新增【安全网银助手】网银安全控件一键安装； - 【鼠标手势】开始支持自定义 - 开始支持猎豹论坛自动登陆 |
| 2012年9月18日  | 开发版1.5（build2822）  | chromium17 - 新增视频弹出功能 |
| 2012年10月16日 | 2.0beta (build3043)     | chromium21 - 兼容内核策略升级； - 完全支持Windows8系统 |
| 2012年11月23日 | 2.0正式版（build3194）  | chromium21 |
| 2012年11月29日 | 2.1beta (build3313)     | chromium21 - 新增官方皮肤“经典皮肤”； - 新增【搜索引擎保护】、【老板键】； - 【收藏管理器】全新UI； - 增加下载前确认框； - 【魔方标签页】可自定义缩略图；                                                     |
| 2012年12月25日 | 2.3beta（build3549)     | chromium21 - 新增官方皮肤“Win8 Metro” - 新增收藏备份/恢复功能 - 新标签页增加全新内容频道 - 在新标签中，可以选择接受官方主题背景推送                                                                           |
| 2013年1月8日   | 3.0beta（build3693)     | chromium21 - 安全中心炫酷新UI安全中心全新改版上线 - 新增密码保险箱，可同步。 - 新增智能隐私模式 - 新增微博保护，可提示虚假广告                                                                                |
| 2013年1月16日  | 3.0正式版（build3708）  | chromium21 - 正式更名为猎豹安全浏览器 - 设定收藏栏显示目录 - 新增替换收藏网址 - 新增下载安全提示 - 支持使用快捷键Alt + Q填写表单及Alt + 1保存表单                                                             |
| 2013年1月31日  | 3.1beta (build3858)     | chromium21 - 新增浏览器设置同步 - 完善自动清理 - 新增猎豹小护士 - 新标签页搜索提示 |
| 2013年3月21日  | 3.3beta (build4131)     | chromium21 - 新增功能固定标签页 - 新增功能地址栏新增显示搜索建议 |
| 2013年4月28日  | 3.5beta (build4383)     | chromium21 - 新增特性视频弹出支持保留原页面 - 新增功能视频弹出在极速模式下支持分集连播 |
| 2013年5月16日  | 3.6beta (build4512)     | chromium21 - 完善收藏同步模式 - 新增功能小号功能 - 新增特性魔方透明度 |
| 2013年5月30日  | 3.7beta (build4667)     | chromium21 - 新增功能安全账号管家 - 新增功能多标签预览 - 新增拦截网页恶意篡改路由器设置的功能 |
| 2013年6月6日   | 3.8beta (build4770)     | chromium21 - 新增支持同步猎豹商店中的扩展 |
| 2013年7月17日  | 4.0beta (build5034)     | chromium21 - 全新打造光速引擎，大幅提升浏览器运行速度 - 新增迅雷下载模块，优化文件下载速度 - 新增自定义缓存路径功能                                                                                           |
| 2013年8月16日  | 4.1beta (build5225)     | chromium21 - 安全中心新增Cookie及扩展程序安全扫描功能 - 新增Do Not Track功能 - 视频弹出窗口新增功能设置（视频弹出功能支持弹出视频后隐藏原页面） - 新增打开外链时，是否自动打开小号窗口的选项                  |

## 争议
- 猎豹浏览器1.x版本使用的Chromium版本为17，其远低于Chrome正式版导致无法安装Chrome商店的部分扩展成为用户抱怨的因素之一[6]。猎豹浏览器不支持google账户同步也饱受诟病。

- 金山的竞争对手奇虎360宣称360极速浏览器才是首款双核安全浏览器，论坛出现反对猎豹的声音以及争议，但某些人认为360瀏覽器只是Chrome加上360的恶意网址库，在猎豹浏览器問世之后才打出安全双核浏览器的旗号。并且其安全功能需借助其他安全软件来完善，而猎豹在上网时能做到“不装杀毒軟件也安全”[7]。

## 參看
- QQ浏览器
- 世界之窗浏览器
- 360安全浏览器
- 360极速浏览器
- UC浏览器
- 搜狗浏览器